# Lech Świątkowski
Lech Świątkowski, ps. „Żbik” (ur. 9 lipca 1934 w Warszawie) – polski prawnik, członek organizacji niepodległościowej, funkcjonariusz organów bezpieczeństwa, urzędnik administracji państwowej i działacz samorządowy.

## Życiorys
Syn Czesława i Władysławy z d. Osiadacz. W 1950 wstąpił do lokalnej, działającej w Kwidzynie niepodległościowej „Konfederacji Obrony Wiary i Ojczyzny”, przyjmując pseudonim „Żbik”. Początkowo pracował w Prezydium Powiatowej Rady Narodowej w Kwidzynie (1952–1955). W 1955 wstąpił do organów bezpieczeństwa publicznego, pełniąc funkcję referenta w Powiatowej Delegaturze ds. Bezpieczeństwa Publicznego w Kwidzynie (1955), słuchacza Rocznej Szkoły Referentów Komitetu ds. Bezpieczeństwa Publicznego w Legionowie (1955–1956) i oficera operacyjnego w stopniu chorążego w Wojewódzkim Urzędzie ds. Bezpieczeństwa Publicznego w Gdańsku (1956), następnie po ujawnieniu jego przynależności do Konfederacji, wydalony ze służby. Powrócił do administracji państwowej zatrudniając się ponownie w PPRN w Kwidzynie (1956–1962), następnie w PPRN w Tczewie (1962–1973), gdzie pełnił m.in. funkcję zastępcy naczelnika (1973–1975). Absolwent Wydziału Prawa i Administracji Uniwersytetu Adama Mickiewicza w Poznaniu (1969). Był zatrudniony w Urzędzie Wojewódzkim w Gdańsku (1975–1978), powierzono mu obowiązki prezydenta Sopotu (1978–1982), i ponownie w Urzędzie Wojewódzkim (1982–). Dwukrotnie, w 1957 i 1960, usiłował wstąpić do organów MO, lecz bez powodzenia.